# Латышев, Владимир Фёдорович
Владимир Фёдорович Латышев (1923, Поповичи —1943) — лейтенант Рабоче-крестьянской Красной Армии, участник Великой Отечественной войны, Герой Советского Союза (1943).

## Биография
Владимир Латышев родился 18 мая 1923 года в деревне Поповичи (ныне — Латышево Дзержинского района Калужской области). Окончил среднюю школу и Калужский техникум путей сообщения. В октябре 1941 года оказался в оккупации в Калуге, но уже месяц спустя город был освобождён советскими войсками. В марте 1942 года Латышев был призван на службу в Рабоче-крестьянскую Красную Армию. С того же года — на фронтах Великой Отечественной войны. Окончил курсы младших лейтенантов и курсы «Выстрел».
К октябрю 1943 года лейтенант Владимир Латышев командовал ротой 744-го стрелкового полка 149-й стрелковой дивизии 65-й армии Центрального фронта. Отличился во время битвы за Днепр. В ночь с 15 на 16 октября 1943 года Латышев с группой бойцов первым переправился через Днепр в районе деревни Щитцы Лоевского района Гомельской области Белорусской ССР и захватил плацдарм на его западном берегу. Противник предпринял несколько контратак, но группа успешно отразила их, продержавшись до переправы всего полка. 17 октября 1943 года Латышев погиб в бою. Первоначально был похоронен в Щитцах, но позднее перезахоронен в братской могиле в деревне Крупейки Лоевского района.

## Награды и звания
Указом Президиума Верховного Совета СССР от 30 октября 1943 года за «мужество, отвагу и героизм, проявленные в борьбе с немецкими захватчиками», лейтенант Владимир Латышев посмертно был удостоен высокого звания Героя Советского Союза. Также посмертно был награждён орденом Ленина.

## Память
В честь Латышева переименована его родная деревня, названы улицы на станции Пятовская и в деревне Крупейки (Лоевский район).